# تايم آوت

تايم آوت

تايم آوت هو أحد أنواع الشوكولاتة المُصنعة حالياً من قِبل شركة كادبوري أيرلندا. وقد أنتج في المملكة المتحدة وأيرلندا في عام 1992، تليها أستراليا ونيوزيلندا في عام 1995. وتُباع بشكل رئيسي بزوجين من رقائق الشوكلاته.